# Asambleas Municipales de Fuerteventura
Asambleas Municipales de Fuerteventura (AMF) es un partido político español de la isla de Fuerteventura. Se autodenomina como una formación "majorera y canaria, democrática, nacionalista, progresista, independiente, que defiende una Fuerteventura territorial, económica y socialmente equilibrada". En la actualidad, cuenta con 6 concejales a lo largo de 4 municipios de Fuerteventura y 2 diputados en el Cabildo.
Cuenta con una estructura democrática, en la que simpatizantes y afiliados pueden participar a través de los distintos órganos y colaborar a la toma de decisiones según los cauces estatutariamente establecidos. Nació en el año 2007 en el municipio de Pájara y se denominó Asambleas Municipales de Pájara, nombre que derivó en el actual en el año 2011 y que actualmente engloba a formaciones políticas en los otros cinco municipios de Fuerteventura.